# Najadales
De Najadales zijn een orde die binnen sommige plantentaxonomische systemen werden erkend. De naam is gevormd uit de familienaam Najadaceae.
Cronquist (1981) gebruikte deze naam voor een van de vier ordes in diens onderklasse Alismatidae. 
De samenstelling was deze:
- orde Najadales
  - familie Aponogetonaceae
  - familie Cymodoceaceae
  - familie Juncaginaceae (zoutgrasfamilie)
  - familie Najadaceae (fonteinkruidfamilie)
  - familie Posidoniaceae
  - familie Potamogetonaceae
  - familie Ruppiaceae (ruppiafamilie)
  - familie Scheuchzeriaceae
  - familie Zannichelliaceae
  - familie Zosteraceae (zeegrasfamilie)

Het APG II-systeem (2003) kent geen orde onder deze naam; deze planten worden ingevoegd bij de Alismatales, waarbij het geslacht Najas is ingevoegd in de waterkaardefamilie (Hydrocharitaceae).